# Campeonato Mundial de Natação em Piscina Curta de 2016 - 100 m peito feminino
A prova dos 100 metros nado peito feminino do Campeonato Mundial de Natação em Piscina Curta de 2016 foi disputado entre 9 e 10 de dezembro no Centro WFCU em Windsor, Canadá.

## Recordes
Antes desta competição, os recordes mundiais e do campeonato nesta prova eram os seguintes:
|                       | Nome           | Nacionalidade | Tempo   | Local  | Data                  |
| --------------------- | -------------- | ------------- | ------- | ------ | --------------------- |
| Recorde mundial       | Rūta Meilutytė | Lituânia      | 1:02.36 | Moscou | 12 de outubro de 2013 |
| Recorde do campeonato | Alia Atkinson  | Jamaica       | 1:02.36 | Doha   | 6 de dezembro de 2014 |

## Medalhistas
| Ouro                | Prata            | Bronze             |
| Alia Atkinson (JAM) | Lilly King (USA) | Molly Hannis (USA) |

## Resultados

### Eliminatórias
As eliminatórias ocorreram dia 9 de dezembro com um total de 61 nadadoras.
| Colocação | Bateria | Raia | Nome                      | Nacionalidade            | Tempo     | Notas |
| --------- | ------- | ---- | ------------------------- | ------------------------ | --------- | ----- |
| 1.        | 6       | 4    | Lilly King                | Estados Unidos           | 1:04,05   | Q     |
| 2.        | 6       | 5    | Jenna Laukkanen           | Finlândia                | 1:04,76   | Q     |
| 3.        | 7       | 4    | Alia Atkinson             | Jamaica                  | 1:05,27   | Q     |
| 4.        | 7       | 3    | Molly Renshaw             | Reino Unido              | 1:05,44   | Q     |
| 5.        | 7       | 5    | Molly Hannis              | Estados Unidos           | 1:05,52   | Q     |
| 6.        | 5       | 4    | Miho Teramura             | Japão                    | 1:05,61   | Q     |
| 7.        | 7       | 7    | Silja Kansakoski          | Finlândia                | 1:05,67   | Q     |
| 8.        | 7       | 9    | Chloe Tutton              | Reino Unido              | 1:05,76   | Q     |
| 9.        | 7       | 2    | Misaki Sekiguchi          | Japão                    | 1:05,78   | Q     |
| 10.       | 5       | 3    | Jessica Hansen            | Austrália                | 1:05,88   | Q     |
| 11.       | 6       | 6    | Natalja Iwaniewa          | Rússia                   | 1:05,89   | Q     |
| 12.       | 5       | 2    | Martina Carraro           | Itália                   | 1:05,93   | Q     |
| 13.       | 4       | 4    | Fiona Doyle               | Irlanda                  | 1:05,95   | Q     |
| 14.       | 5       | 7    | Hrafnhildur Lúthersdóttir | Islândia                 | 1:06,06   | Q     |
| 15.       | 6       | 2    | Rachel Nicol              | Canadá                   | 1:06,10   | Q     |
| 16.       | 5       | 8    | Kierra Smith              | Canadá                   | 1:06,18   | Q     |
| 17.       | 6       | 3    | Shi Jinglin               | China                    | 1:06,19   |       |
| 18.       | 7       | 1    | Andrea Podmaníková        | Eslováquia               | 1:06,33   |       |
| 19.       | 5       | 5    | Fanny Lecluyse            | Bélgica                  | 1:06,44   |       |
| 20.       | 6       | 7    | Jessica Eriksson          | Suécia                   | 1:06,54   |       |
| 21.       | 6       | 1    | Jessica Vall              | Espanha                  | 1:06,63   |       |
| 22.       | 6       | 0    | Martina Moravčíková       | Chéquia                  | 1:06,86   |       |
| 23.       | 7       | 6    | Sophie Hansson            | Suécia                   | 1:07,00   |       |
| 24.       | 4       | 5    | Yu Jingyao                | China                    | 1:07,42   |       |
| 25.       | 5       | 1    | Petra Chocová             | Chéquia                  | 1:07,61   |       |
| 26.       | 6       | 9    | Macarena Ceballos         | Argentina                | 1:07,64   |       |
| 27.       | 7       | 8    | Solene Gallego            | França                   | 1:07,93   |       |
| 28.       | 6       | 8    | Matilde Schrøder          | Dinamarca                | 1:08,08   |       |
| 29.       | 4       | 2    | Susann Bjornsen           | Noruega                  | 1:08,11   |       |
| 30.       | 4       | 6    | Christina Nothdurfter     | Áustria                  | 1:08,47   |       |
| 31.       | 3       | 5    | Yeung Jamie Zhen Mei      | Hong Kong                | 1:08,56   |       |
| 32.       | 5       | 0    | Kaylene Corbett           | África do Sul            | 1:08,73   |       |
| 33.       | 4       | 3    | Phiangkhwan Pawapotako    | Tailândia                | 1:08,78   |       |
| 34.       | 4       | 9    | Liao Man-wen              | Taipé Chinesa            | 1:08,91   |       |
| 35.       | 7       | 0    | Walentina Artiemjewa      | Rússia                   | 1:09,71   |       |
| 36.       | 4       | 0    | Hannah Taleb-Bendiab      | Argélia                  | 1:10,17   |       |
| 37.       | 4       | 1    | Rebecca Kamau             | Quênia                   | 1:10,22   |       |
| 38.       | 5       | 9    | Daria Talanova            | Quirguistão              | 1:10,34   |       |
| 39.       | 4       | 8    | Roanne Ho                 | Singapura                | 1:11,38   |       |
| 40.       | 3       | 1    | Tilka Paljk               | Zâmbia                   | 1:11,48   |       |
| 41.       | 3       | 3    | Emina Pašukan             | Bósnia e Herzegovina     | 1:11,57   |       |
| 42.       | 3       | 7    | Tatiana Chișca            | Moldávia                 | 1:11,60   |       |
| 43.       | 3       | 2    | Lei On Kei                | Macau                    | 1:12,29   |       |
| 44.       | 4       | 7    | Leili Tilvaldyeva         | Quirguistão              | 1:12,60   |       |
| 45.       | 3       | 0    | Sofia Lopez               | Paraguai                 | 1:13,00   |       |
| 46.       | 3       | 8    | Chade Nersicio            | Curaçau                  | 1:13,56   |       |
| 47.       | 2       | 4    | Izzy Joachim              | São Vicente e Granadinas | 1:14,25   |       |
| 48.       | 3       | 6    | Cheang Weng Lam           | Macau                    | 1:15,00   |       |
| 49.       | 2       | 5    | Melisa Zhdrella           | Kosovo                   | 1:16,30   |       |
| 50.       | 3       | 9    | Sophia Ortiz              | Paraguai                 | 1:17,67   |       |
| 51.       | 1       | 5    | Mahfuza Khatun            | Bangladesh               | 1:18,76   |       |
| 52.       | 2       | 3    | Jang Myong-gyong          | Coreia do Norte          | 1:19,26   |       |
| 53.       | 2       | 6    | Tilali Scanlan            | Samoa Americana          | 1:19,54   |       |
| 54.       | 2       | 2    | Cecilia Medina            | Honduras                 | 1:21,82   |       |
| 55.       | 1       | 4    | Colleen Furgeson          | Ilhas Marshall           | 1:22,93   |       |
| 56.       | 2       | 7    | Niharika Tuladhar         | Nepal                    | 1:25,32   |       |
| 57.       | 2       | 1    | Kejsi Delli               | Albânia                  | 1:26,06   |       |
| 58.       | 2       | 8    | Anthea Mudanye            | Uganda                   | 1:26,17   |       |
| 59.       | 1       | 3    | Ruthie Long               | Ilhas Marshall           | 1:32,40   |       |
| 60. !     | 5       | 6    | Lena Kreundl              | Áustria                  | 9:99,99 ! | DNS   |
| 60. !     | 3       | 4    | Samantha Yeo              | Singapura                | 9:99,99 ! | DSQ   |

### Semifinal
A semifinal  ocorreu dia 9 de dezembro.

#### Semifinal 1
| Colocação | Raia | Nome                      | Nacionalidade | Tempo   | Notas |
| --------- | ---- | ------------------------- | ------------- | ------- | ----- |
| 1.        | 3    | Miho Teramura             | Japão         | 1:05,03 | Q     |
| 2.        | 4    | Jenna Laukkanen           | Finlândia     | 1:05,09 | Q     |
| 3.        | 6    | Chloe Tutton              | Reino Unido   | 1:05,20 | Q     |
| 4.        | 2    | Jessica Hansen            | Austrália     | 1:05,29 |       |
| 5.        | 5    | Molly Renshaw             | Reino Unido   | 1:05,35 |       |
| 6.        | 8    | Kierra Smith              | Canadá        | 1:05,45 |       |
| 7.        | 1    | Hrafnhildur Lúthersdóttir | Islândia      | 1:05,67 |       |
| 8.        | 7    | Martina Carraro           | Itália        | 1:06,09 |       |

#### Semifinal 2
| Colocação | Raia | Nome             | Nacionalidade  | Tempo   | Notas |
| --------- | ---- | ---------------- | -------------- | ------- | ----- |
| 1.        | 4    | Lilly King       | Estados Unidos | 1:04,06 | Q     |
| 2.        | 3    | Molly Hannis     | Estados Unidos | 1:04,50 | Q     |
| 3.        | 5    | Alia Atkinson    | Jamaica        | 1:04,72 | Q     |
| 4.        | 8    | Rachel Nicol     | Canadá         | 1:05,15 | Q     |
| 5.        | 6    | Silja Kansakoski | Finlândia      | 1:05,17 | Q     |
| 6.        | 7    | Natalja Iwaniewa | Rússia         | 1:05,31 |       |
| 7.        | 1    | Fiona Doyle      | Irlanda        | 1:05,61 |       |
| 8.        | 2    | Misaki Sekiguchi | Japão          | 1:05,94 |       |

### Final
A final teve sua disputa realizada em 10 de dezembro.
| Colocação         | Raia | Nome             | Nacionalidade  | Tempo   | Notas |
| ----------------- | ---- | ---------------- | -------------- | ------- | ----- |
| Medalha de ouro   | 3    | Alia Atkinson    | Jamaica        | 1:03,03 |       |
| Medalha de prata  | 4    | Lilly King       | Estados Unidos | 1:03,35 |       |
| Medalha de bronze | 5    | Molly Hannis     | Estados Unidos | 1:03,89 |       |
| 4.                | 2    | Jenna Laukkanen  | Finlândia      | 1:04,62 |       |
| 5.                | 8    | Chloe Tutton     | Reino Unido    | 1:04,79 |       |
| 6.                | 1    | Silja Kansakoski | Finlândia      | 1:05,16 |       |
| 7.                | 6    | Miho Teramura    | Japão          | 1:05,23 |       |
| 8.                | 7    | Rachel Nicol     | Canadá         | 1:05,48 |       |

Legenda
| Recorde mundial       | Recorde mundial (World record)               |                       | Recorde africano                      | Recorde africano (African) |                                           | Q | Classificado por posição (Qualified) |
| Recorde do campeonato | Recorde do campeonato (Championship record)  | Recorde da América    | Recorde da América (Americas)         | q                          | Classificado por melhor tempo (Qualified) |   |                                      |
| Melhor marca do ano   | Melhor marca do ano (World leading)          | Recorde asiático      | Recorde asiático (Asian)              | DNS                        | Não largou (Did not start)                |   |                                      |
| Recorde nacional      | Recorde nacional (National record)           | Recorde europeu       | Recorde europeu (European)            | DNF                        | Não terminou (Did not finish)             |   |                                      |
| Recorde pessoal       | Recorde pessoal do atleta (Personal best)    | Recorde da Oceania    | Recorde da Oceania (Oceania)          | DSQ / DQ                   | Desclassificado (Disqualified)            |   |                                      |
| Recorde da temporada  | Recorde da temporada do atleta (Season best) | Recorde sul-americano | Recorde sul-americano (South America) | NM                         | Sem marca (No mark)                       |   |                                      |